# Docear
Docear — программа для построения диаграмм связей и система управления библиографической информацией, которая использует BibTeX, как нативный формат. Включает в себя бо́льшую часть JabRef.
Docear распространяется под лицензией GPL. Приложение написано на языке программирования Java, и является кроссплатформенным. Является продолжением проекта SciPlore MindMapping.